# 차이나타운로
차이나타운로는 인천광역시 중구 송월동2가에서 선린동까지 이르는 인천광역시도로, 총 연장은 608m이다.

## 유래
주변에 있는 인천 차이나타운이라는 중심 도로로서, 지역 특화 발전 특구명을 활용하는 것에서 유래되었다.

## 연혁
- 2009년 10월 1일: 도로명으로 차이나타운로를 고시

## 노선 정보
- 총 연장 : 0.608 km
- 기점 : 인천광역시 중구 송월동2가 10-1도 (제물량로와 접촉)
- 종점 : 인천광역시 중구 선린동 58-1도

## 지리

### 통과하는 지자체
- 중구
  - 송월동 - 북성동 - 선린동

### 접촉하는 도로
- 제물량로 (국도 제6호선, 국도 제77호선, 국가지원지방도 제84호선, 국가지원지방도 제98호선의 각 일부)
- 동화마을길

### 주변에 있는 시설
- 연경 (문화방송의 주말드라마인 가화만사성과 SBS의 런닝맨의 촬영지)

## 같이 보기
- 인천 차이나타운